# Ctenurellina paludosa
Ctenurellina paludosa är en insektsart som beskrevs av Vilbaste 1968. Ctenurellina paludosa ingår i släktet Ctenurellina och familjen dvärgstritar. Inga underarter finns listade i Catalogue of Life.